# Romina Parraguirre
Romina Paz Parraguirre Plaza (22 de septiembre de 1990) es una futbolista chilena. Juega de guardameta.

## Primeros años
Parraguirre nació en la ciudad de Santiago. Creció en la villa Canadá de la comuna de San Joaquín.
Estudia Pedagogía en Educación Física en la Universidad Católica Silva Henríquez.

## Carrera deportiva
Debutó en Universidad de Chile para luego pasar a Colo-Colo. Desde 2012 hasta 2015 jugó en Santiago Morning, retornando ese último año al equipo albo. Anunció su retiro el 15 de febrero de 2016 para dedicarse a su profesión, sin embargo, tras la partida de Christiane Endler al Valencia C. F., el club convenció a Parraguirre de retornar a la actividad en agosto del mismo año.
Luego de un periplo por Australia de una temporada, en 2020 retornó a Colo-Colo.

### Selección chilena
Romina Parraguirre ha jugado por la Selección femenina de fútbol de Chile y la Selección femenina de fútbol sub-20 de Chile, participado en tres campeonatos sudamericanos: Sudamericano Femenino Sub-20 de 2006 y Campeonato Sudamericano Adulto de 2006 y Campeonato Sudamericano Femenino Sub-20 de 2008. Fue la portera suplente de Christiane Endler en el Mundial Femenino Sub-20 2008.
Formó parte del plantel que obtuvo el subcampeonato del Torneo femenino de fútbol en los Juegos Suramericanos de 2014.

## Carrera televisiva
En 2010 participó en la quinta temporada de Pelotón de TVN, obteniendo finalmente el segundo lugar. En 2011 se integró al programa juvenil Calle 7, siendo la ganadora el 15 de julio de 2011 de la sexta temporada. Se integró nuevamente en el programa el 21 de febrero de 2012 y obtiene el bicampeonato de Calle 7 el 30 de marzo de 2012 en la octava temporada.
En 2018 fue comentarista para Chilevisión durante la transmisión de los partidos de fútbol de la selección chilena en la Copa América Femenina, disputándose en la región de Coquimbo ese año.
En 2020 se sumó al equipo del programa Pelota parada del CDF.

## Estadísticas

### Clubes
| Club                 | País      | Año         |
| -------------------- | --------- | ----------- |
| Universidad de Chile | Chile     | 2005 – 2007 |
| Colo-Colo            | Chile     | 2008 – 2010 |
| Santiago Morning     | Chile     | 2012 – 2015 |
| Colo-Colo            | Chile     | 2015 – 2016 |
| NWS Koalas FC        | Australia | 2017 – 2018 |
| Colo-Colo            | Chile     | 2020        |

### Selecciones

#### Participaciones en fases finales
| Competición                                                   | Categoría                                    | Sede      | Resultado    | Partidos | Goles |
| ------------------------------------------------------------- | -------------------------------------------- | --------- | ------------ | -------- | ----- |
| Campeonato Sudamericano Femenino Sub-20 de 2006               | Selección femenina de fútbol sub-20 de Chile | Chile     | Primera fase | 1        | 0     |
| Campeonato Sudamericano Femenino de 2006                      | Selección femenina de fútbol de Chile        | Argentina | Primera fase | 4        | 0     |
| Campeonato Sudamericano Femenino Sub-20 de 2008               | Selección femenina de fútbol sub-20 de Chile | Brasil    | Segunda fase | 6        | 0     |
| Copa Mundial Femenina de Fútbol Sub-20 de 2008                | Selección femenina de fútbol sub-20 de Chile | Chile     | Primera fase | 0        | 0     |
| Campeonato Sudamericano Femenino Sub-20 de 2010               | Selección femenina de fútbol sub-20 de Chile | Colombia  | Tercer lugar | 1        | 0     |
| Torneo femenino de fútbol en los Juegos Suramericanos de 2014 | Selección femenina de fútbol de Chile        | Chile     | Subcampeón   | 0        | 0     |
| Total                                                         |                                              |           |              | 12       | 0     |

## Palmarés

### Títulos nacionales
| Título              | Club      | País  | Año  |
| ------------------- | --------- | ----- | ---- |
| Campeonato Nacional | Colo-Colo | Chile | 2010 |
| Copa de Campeonas   | Colo-Colo | Chile | 2015 |

### Distinciones individuales
| Distinción                                    | Año  |
| --------------------------------------------- | ---- |
| Mejor deportista del fútbol femenino de Chile | 2007 |